# Cantonul Rennes-Nord
Cantonul Rennes-Nord este un canton din arondismentul Rennes, departamentul Ille-et-Vilaine, regiunea Bretania, Franța.